# Merey
Merey ist eine französische Gemeinde mit 344 Einwohnern (Stand 1. Januar 2022) im Département Eure in der Region Normandie (vor 2016 Haute-Normandie). Sie gehört zum Arrondissement Les Andelys (bis 2017 Évreux) und zum Kanton Pacy-sur-Eure. Die Einwohner werden Mereyens genannt.

## Geografie
Merey liegt etwa 23 Kilometer ostsüdöstlich von Évreux. Die Eure begrenzt die Gemeinde im Osten. Umgeben wird Merey von den Nachbargemeinden Le Plessis-Hébert im Norden und Nordwesten, Gadencourt und Hécourt im Nordosten, Breuilpont im Osten, Neuilly im Süden und Südosten, Épieds im Süden sowie La Boissière im Westen.

## Bevölkerungsentwicklung
| 1962                       | 1968 | 1975 | 1982 | 1990 | 1999 | 2006 | 2018 |
| -------------------------- | ---- | ---- | ---- | ---- | ---- | ---- | ---- |
| 98                         | 127  | 138  | 192  | 185  | 260  | 286  | 345  |
| Quellen: Cassini und INSEE |      |      |      |      |      |      |      |

## Sehenswürdigkeiten
- Turmhügelburg aus dem 12. Jahrhundert